# Mastophoroideae
Mastophoroideae Setchell, 1943 é o nome botânico de uma subfamília de algas vermelhas pluricelulares da família Corallinaceae.

## Gêneros
- Hydrolithon, Lesueuria, Mastophora, Metamastophora, Neogoniolithon, Paraspora, Pneophyllum, Spongites.